# محوطه چشمه سربویه
محوطه چشمه سربویه مربوط به دوران‌های تاریخی پس از اسلام است و در شهرستان املش، بخش رانکوه، روستای بویه واقع شده و این اثر در تاریخ ۲ بهمن ۱۳۸۲ با شمارهٔ ثبت ۱۰۷۲۹ به‌عنوان یکی از آثار ملی ایران به ثبت رسیده است.